# Патагониевые
Патагониевые (лат. Eleginopidae) — семейство морских антарктических по происхождению донных лучепёрых рыб подотряда нототениевидных (Notothenioidei) отряда окунеобразных (Perciformes). Существует также другой вариант написания названия семейства — Eleginopsidae. Латинское название семейства образовано от имени единственного в семействе рода — патагонии (Eleginops). Монотипическое семейство, представленное одним видом — макловиной (Eleginops maclovinus). Ранее этот вид относили к семейству нототениевых (Nototheniidae).
Крупные прибрежные рыбы, обитающие вдоль побережья южной оконечности Южной Америки, а также у Фолклендских островов. Макловина является одним из объектов прибрежного рыболовства в Чили и Аргентине, а также целевым объектом спортивного и рекреационного рыболовства.

## Характеристика семейства Eleginopidae
Тело удлинённое, веретеновидное, несколько сжатое с боков, покрытое чешуёй. Голова небольшая, содержится 5 раз в длине тела. Рыло короткое, тупо закруглённое. Глаза маленькие, горизонтальный диаметр орбиты содержится 6 раз в длине головы. Рот конечный, относительно маленький, задний край верхней челюсти находится впереди переднего края орбиты. Зубы имеются на челюстях; на нёбных костях и сошнике зубы отсутствуют. Два спинных плавника, разделённых узким междорсальным промежутком; первый спинной плавник короткий, представлен колючими лучами, второй — длинный, с членистыми лучами. Анальный плавник по форме сходен со вторым спинном плавником и несколько короче его. Хвостовой плавник усечённый или слабо выемчатый. Боковая линия одна — дорсальная (изредка может встречаться вторая — короткая медиальная линия).

## Распространение
Ареал семейства характеризуется как периантарктический, то есть находящийся за пределами Антарктики. Рыбы распространены в зонах умеренного и субантарктического климата у берегов аргентинской и чилийской Патагонии, у Огненной Земли в Магеллановом проливе и проливе Бигль (самая южная точка распространения), а также у Фолклендских островов.

## Образ жизни
Морские, эвригалинные, эвритермные, донно-придонные рыбы крупного размера, достигающие 85—90 см общей длины. Обитают на литорали до глубины 40 м, в распреснённых эстуариях и в устьях рек во время приливов. Преимущественно хищники-бентофаги, питающиеся в основном разнообразными донными и придонными беспозвоночными организмами, а также мелкой рыбой. По типу размножения, в отличие от прочих нототениевидных рыб, являются протандрическими гермафродитами, у которых все молодые особи, участвующие в нересте, являются самцами, а рыбы более старших возрастных групп — самками.